# Коли чабан загубив овець
«Коли чабан загубив овець» (рум. Când și-a pierdut ciobanul oile) — архаїчна музично-поетична народна поема з джерелами в пастушій та обрядовій культурі. Вона поширена в усній традиції на всій території румунського культурного ареалу.
Твір оповідає про пастуха, який загубив отару й вирушив на її пошуки. Музична структура побудована на контрастному зіставленні двох музичних епізодів: повільної ліричної частини (дойни), що виражає гіркоту втрати, та жвавої танцювальної теми, яка символізує радість від надії на повернення стада або, в окремих версіях, від його реального віднайдення.
Поему зазвичай виконують соло — переважно чоловіки-пастухи — у вокально-інструментальній формі. Основним інструментом є флуєр, що вважається символом пастушої культури. У деяких варіантах використовуються елементи гетерофонії, коли звуки флуєра поєднуються з одночасно утвореними гортанними обертонами.
Разом із баладою «Міорица», поема «Коли чабан загубив овець» є важливою частиною румунського фольклору, що відображає духовну та музично-поетичну структуру так званого міоритичного простору — символічного ландшафту румунського менталітету. Унаслідок руйнування традиційного пастушого укладу поема у наш час майже зникла з живої фольклорної традиції.

## Історія

### Перші згадки
Згадки про цю архаїчну музично-поетичну композицію, пов'язану з румунською пастушою традицією, трапляються вже з XVI століття. Угорський поет Балінт Балашші в одному зі своїх віршів описує пісню «румунської пастушки, яка оплакує своїх загублених овець». Твір також згадується у джерелах XVI століття — в описі почту Міхні III та з нагоди тріумфального вступу Михайла Хороброго до Алба-Юлії у 1599 році. Румунський історик Георге Шинкай наводить подібний епізод у своїй «Хроніці румунів», де згадується, що 1659 року «лунає музика румунської дівчини, яка загубила своїх кіз і зі сльозами на очах шукала їх у горах».
У 1846 році молдовський письменник Алеку Руссо, перебуваючи у засланні в монастирі Совежа, записав один із ранніх варіантів поетичного сюжету, тематично пов'язаного з втратою отари. Там же він уперше зафіксував текст відомої балади «Міорица».

### XX століття
На початку XX століття інтерес до музичної сторони поеми виявив угорський композитор та етнограф Бела Барток, що записав і транскрибував кілька варіантів твору:
«Мені виконали дойну на скрипці та флуєрі під назвою „Коли чабан загубив овець“. Це мелодія, що виконується повільно і вільно в ритмі rubato, яка іноді подовжується шляхом приєднання іншої танцювальної мелодії — „Коли він їх знайшов“, що виконується в жвавішому темпі та з чітким метром. Пісні такого роду поширені в усіх регіонах, де мені довелося побувати, і, ймовірно, є румунською специфікою».
У 1930-х роках Константин Бреїлою зафіксував декілька інструментальних виконань:
- «Când şi-a pierdut ciobanul oile», на чимпої та флуєрі, виконавець — Іон Папук (1932; жудець Бузеу, Мунтенія)[10];

- «Când şi-a pierdut ciobanul oile», на флуєрі, виконавець — Іліє Казаку[ro] (1936; жудець Сучава, Буковина)[11]

Ще один запис Іліє Казаку було зроблено у 1965 році; у 1974 році мелодію записав його наступник Сільвестру Лунгоч.
Румунський та німецький дослідник Готтфрід Габеніхт у додатку до статті 1968 року опублікував власні транскрипції польових записів різних варіантів твору: 
- колінда «Horia caprelor» (1947; Марамуреш; виконавець Паул М. Роман);

- інструментальна п'єса «A ciobanului când şi-a pierdut oile» (1960; жудець Сібіу, Трансильванія; виконавець Нікулае Брату);

- леутарська балада «Ciobanu când a chierdut oile» (1961; жудець Долж, Олтенія; виконавець — відомий леутар Лаке Гезару, скрипка).

У північній Буковині молдовський етнограф Васіле Кіселіца записав версію під назвою «Doina oilor» у виконанні Георге Токіце на скрипці (Красноїльськ).
У 1990 році на подвійній платівці студії грамзапису «Мелодія» була опублікована п'єса «Коли чабан загубив овець» у виконанні Прокопіє Богоса (Буцень, Молдова), зіграна на шматку берести; запис зробили молдовські дослідники у 1986 році. У 1994 році в межах проєкту Ethnophonie етномузиколог Сперанца Редулеску здійснила запис леутарської балади у виконанні тарафу з Добротешть (жудець Телеорман, Мунтенія).

### XXI століття
У наші дні поема «Коли чабан загубив овець» майже зникла з живої традиції. Її зникнення пов'язане з масштабними змінами у сільському житті: механізацією сільського господарства, колективізацією, зникненням громадських пасовищ і руйнуванням традиційного укладу. Ситуацію погіршили соціальні та економічні зміни, що призвели до розпаду селянських громад — головних носіїв усної традиції. Вплив глобалізації також зменшив простір для виконання та передачі пастушого фольклору у його первісній формі.
У 2015 році румунський ансамбль Trei parale, що спеціалізується на реконструкції традиційної музики, випустив однойменний альбом Ciobanul care şi-a pierdut oile, до якого увійшла художня версія поеми. Серед сучасних автентичних виконань — телевізійні виступи трансильванського пастуха Міхая Молдована у 2016—2017 роках..

## Сюжет та інтерпретації

### Місце в пастушому музичному фольклорі
Румунський пастуший фольклор охоплює широкий спектр утилітарних мелодій, які супроводжують повсякденне життя пастухів. Важливе місце займають сигнальні наспіви, що виконуються на флуєрі або бучумі. Вони позначають дії та стани отари — наприклад: «Când mulge oile» (укр. Коли доять овець), «A cașului» (укр. Під час приготування кашу). Існують також так звані «дорожні» мелодії, які супроводжують переміщення отар між літніми та зимовими пасовищами: «Pornirea» (укр. Вирушання), «Când urcă oile la munte» (укр. Коли вівці підіймаються в гори) та сигнали збору розсіяної отари: «Adunatul oilor la stână» (укр. Збір овець до кошари), «Când adună oile de pe munte» (укр. Коли збирають овець з гори). 
Поруч з утилітарними жанрами в пастушому репертуарі також присутні розвинуті форми — колінди, балади та танцювальні мелодії, об'єднані спільною тематикою пастушого життя.
Поема «Коли чабан загубив овець» займає особливе місце на перетині цих жанрів. Вона поєднує в собі оповідальність, музичність, ритуальні елементи та драматичний розвиток, переходячи від функціональної до художньої форми.

### Основна тема
У центрі оповіді — образ пастуха, який втратив свою отару. Залежно від варіанту, вівці зникають раптово або стають жертвами крадіжки. Пастухові здається, що він бачить свою отару, однак надія виявляється оманливою: його вводять в оману білі камені або ковила, що колишеться.
Музичний наратив передає почуття скорботи, самотності, внутрішньої зосередженості та безвиході. Герой вступає в діалог із природою, Богом, тваринами або самим собою. Композиція може містити елементи сюжету: пастух вирушає на пошуки, веде внутрішню боротьбу, намагається збагнути причину події. Проте фінал часто залишається відкритим: отару не вдається знайти — трагізм зберігається.
Аналізуючи ці варіанти, дослідники підкреслюють можливі культурні та психологічні значення поеми: відображення екзистенційної втрати, пастушої моралі (турбота, відповідальність), елементів обряду й емоційного самовираження.

### Культурний контекст
Готфрід Габеніхт пов'язує походження сюжету з магічно-релігійним шаром пастушої культури та вказує на можливий зв'язок поеми з обрядами вигнання, очищення та сезонних переходів. Зокрема, він зазначає, що втрата отари могла сприйматися як покарання за порушення табу.
Пастуша діяльність — одна з найдавніших форм господарювання — передбачала потребу в охороні та магічному захисті худоби. У традиційній румунській культурі існувало поняття «ритуальної чистоти» як умови успішного випасу. Вівця вважалась священною і «чистою» твариною, а пастух мав відповідати певному фізичному та моральному ідеалові. Порушеннями чистоти вважалися, зокрема, участь у сільських танцях і взаємодія з жінками. Такі відхилення, згідно з народними віруваннями, могли призвести до втрати отари. Для захисту тварин застосовували спеціальні ритуали: обкурювання, замовляння, символічні дії (наприклад, сигнали на бучумі), спрямовані до чотирьох сторін світу, та використання живого вогню. Ці практики відображали уявлення про необхідність надприродного захисту від зла.
Особливе місце в пастушій культурі займав мотив жінки як потенційного джерела порушення сакрального порядку. Її присутність на пасовищі сприймалась як чинник, здатний «зруйнувати ману» (духовну силу) отари, викликати безпліддя в овець чи інші лиха. Згідно з фольклорними джерелами, жінкам було заборонено входити до кошари, а пастухи мали дотримуватись обітниці цнотливості. У низці балад, зокрема в «Міориці» та її регіональних варіантах, мотив порушення табу жіночим персонажем (наприклад, образ «дочки майора») супроводжується трагічним фіналом. Це служить алегоричним вираженням забороненого втручання у сакральний простір пастушого життя.
Сюжет про втрату отари трактується як повчальна розповідь, що ілюструє наслідки порушення пастуших норм. У деяких варіантах прямо зазначається, що пастух втрачає отару після ночі, проведеної поза кошарою, або після відвідин коханої. В інших текстах вівця відмовляється слухатись, відчувши присутність жінки. Часто з'являється сцена пробудження пастуха: він виявляє, що отара зникла разом із дівчиною. Ці мотиви підкреслюють прямий зв'язок між порушенням норми та втратою добробуту.
З часом сюжет втрачає архаїчну символіку та набуває більш світського характеру. Пізні варіанти пояснюють зникнення отари зовнішніми причинами: бурею, нападом хижаків або випадковою необережністю. Моральний акцент слабшає, посилюються елементи реалізму, побутового сюжету та оповідної нейтральності. З'являється комічний тон, і мотив втрачає зв'язок із ритуалом. Водночас зберігається символічне значення овець як центру пастушого всесвіту.

### Подібні музичні оповіді
Пастуша поетика породила й інші музичні оповіді. Один із найвідоміших — «Povestea lui Tânjală» («Історія Тинжале»). Пастух, спускаючись з гір з отарою, втрачає свій флуєр. Зустрівши орачів, він бере їхню тинжалю (дерев'яні бруси ярма, частина упряжі) й вирізає з неї флуєр. Орачі хапають його і ведуть до суду. Суддя, вислухавши обвинувачення, просить пастуха заграти на інструменті. Вражений майстерністю, суддя його відпускає. Відтоді пастуха прозвали Тинжале.
В деяких варіантах історія продовжується: наляканий пастух не наважується спуститись у долину і проводить зиму на вершині гори, граючи дойни та тужачи за вівцями.

### Порівняння із «Міорицею»
Найвідомішим твором румунського пастушого фольклору є балада «Міорица». Її з поемою «Коли чабан загубив овець» об'єднують пасторальний контекст, мотив втрати та символіка вівці як сакральної істоти. Водночас між цими творами існують важливі відмінності як у структурі, так і в типі світосприйняття.
«Міорица» — це наративна балада, у якій пастух передчуває власну смерть, про яку повідомляє ягничка. Замість того щоб чинити опір, він приймає долю як природний перехід, наповнюючи її поетичними образами (космічне весілля, мати-природа, духовне вознесіння). Це дало підстави низці дослідників говорити про міоритичний фаталізм — споглядальне й гармонійне ставлення до неминучого (див., наприклад, огляд Еліаде). На думку Бреїлою, поема не виражає покори смерті, а походить від давніх магічних обрядів, покликаних захистити живих від мертвих.
Поема «Коли чабан загубив овець» вирізняється більшою емоційною амплітудою та відкритою структурою. Вона побудована на музичних контрастах: смуток — ілюзорна надія — розчарування — можлива радість. Тут пастух не пасивний: герой поеми намагається знайти отару, вступає в діалог із природою, проходить через внутрішню кризу. Доля постає не як абстрактна неминучість, а як особистий досвід утрати й пошуку — аж до сумнівів у реальності того, що відбувається.

## Поширення
Композиція поширена на всій території румунського культурного ареалу: в Молдові, Мунтенії, Олтенії, Марамуреші, Трансильванії, Банаті, Буковині, а також у традиційних румунських громадах у Закарпатті та Придністров'ї. Назви твору в усній традиції можуть варіюватися залежно від місцевості й виконавця: «Doina ciobanului» (Дойна чабана), «Doina păcurarului» (Дойна пастуха), «Jalea cârlanului» (Плач ягняти), «A oilor» (Дойна овець), «Ciobăneasca» (Пастуша), «Doina mocanului» (Дойна мокана). Попри різноманітність назв, структура та емоційний зміст твору зберігають сталий образний канон початкового епічного наративу.
Подібні за формою й змістом музично-поетичні твори зустрічаються і в пастушій традиції північнокарпатських народів — під назвами «угор. Oláh leány tánca» (Танець волоської дівчини), «Як вівчар вівці загубив», «Дума про вівчаря», «пол. Wołoszyn owce rozproszył» (Волох вівці загубив) тощо. Ці паралелі відображають спільну структуру карпатської пастушої культури, сформованої міжетнічними контактами, зокрема внаслідок міграції румунського (волоського) населення у XIII—XIV століттях. Середньовічні хроніки згадують про поширення пастуших поселень, організованих за «волоським правом» (лат. jus valachicum), серед слов'ян Центральної Європи — в Галичині, Словаччині, польському Підгаллі та Моравські Валахії. Етнонім «волох» у цих регіонах набув додаткового значення — «чабан».

## Музичні форми
Музичні форми охоплюють широкий спектр виконання: від лаконічних вокальних колінд до розгорнутих інструментальних композицій і театралізованих форм. Варіанти відрізняються за регіоном, метою виконання й ступенем сюжетної деталізації.

### Вокальні варіанти
До вокальних інтерпретацій належать короткі пісенні тексти, переважно колінди та хори, поширені в північній Трансильванії. Зазвичай вони мають шестискладову або восьмискладову метричну структуру й виконуються у танцювальному ритмі. Мелодична основа — гексахорд середньовічного дорійського типу. Ці композиції відзначаються лаконізмом, стриманістю емоцій та архетипічною схемою: незворотна втрата (зазвичай кіз), пошук, жаль. Характерними є схематичне подання змісту, відсутність сюжетного розвитку й помірне використання орнаментики. Такий варіант вважається найдавнішою формою твору.

### Інструментальні форми
Інструментальний варіант поеми є більш розвиненою формою, поширеною в усіх регіонах румунського культурного ареалу, особливо в зонах традиційного пастухування. Переказ будується на музичному вираженні протилежних емоційних станів: смутку з приводу втрати отари та радості з приводу її передбачуваного віднайдення. Ці стани подано як чергування розділів:
- смуток (рум. jale, J) — у формі дойни або мелодії в ритмі rubato;

- радість (рум. bucurie, B) — через танцювальну мелодію в ритмі giusto.

Так формується типова тричастинна структура: J–B–J, де фінальне повернення до дойни підкреслює ілюзорність радості (виявляється, що це не отара, а каміння).
Пізніші зразки втрачають дидактичний характер: саме чергування емоційних тем сприймається як самодостатнє музичне оповідання. Поема набуває естетичного, а не повчального значення. Серед сучасних форм існує чотиричастинна композиція з «щасливим фіналом»: J–B–J–B, де заключний танець символізує справжнє повернення отари.
Музичне оповідання повністю побудоване на інструментальних засобах. Найчастіше його виконують на флуєрі або кавалі — традиційних пастуших флейтах, які відрізняються за розміром і тембром. Музиканти можуть змінювати інструменти впродовж одного виконання, змінюючи темброве забарвлення та настрій — наприклад, починаючи на кавалі, а завершуючи на яскравішому флуєрі або навіть на листі дерева. В окремих випадках виконавці одночасно видають горлові обертони під час гри на флейті, створюючи гетерофонну фактуру з двома близькими, але різними мелодичними лініями.
Музика вирізняється багатою орнаментикою та широким спектром виражальних прийомів, що передають емоційні відтінки оповіді. Використовуються динамічні контрасти, такі як крещендо і димінуендо, що відображають внутрішні стани пастуха. Акценти, часто зміщені у контрапункт щодо метричного пульсу, формують своєрідну мову виразності, здатну передавати тяжкість кроків пастуха або наполегливість його вигуків. Серед інших прийомів — морденти, тремоло, легато, стаккато і драматичні паузи, що підсилюють поетичність звучання.
Ритм часто вільний і нерегулярний, особливо в розділах, що виражають смуток. Такий підхід, близький до дойни, дозволяє будувати музичні фрази за зразком мовної інтонації. На противагу цьому, епізоди, що зображують конкретні дії, зазвичай мають постійний, чіткий ритм.
Мелодичні лінії побудовані на різних ладових системах. Найчастіше використовується дорійський лад через його меланхолійне звучання; при цьому виконавці можуть змінювати окремі щаблі ладу залежно від емоційного контексту. Еолійський лад і пентатоніка характерні для заключних танцювальних епізодів, надаючи їм світлішого звучання.
Імпровізація відіграє важливу роль: попри наявність сталих інтонаційних моделей, кожне виконання відображає індивідуальне бачення виконавця.

### Розширені авторські варіанти
Іноді виконавці доповнюють структуру поеми оригінальними епізодами. Наприклад, інтерпретації священника та виконавця на кавалі Ніколае Тафта з Негрілешть (Вранча, Молдова) включають до 15 епізодів, що поєднують музичний матеріал із реалістичним наративом, символікою природи та словесним супроводом. Подібні твори виходять за межі чисто музичної форми й набувають рис усного епосу.

### Балада в леутарському стилі
Професійні музиканти (леутари) розвивають тему у формі іронічної балади. У цих версіях мотив втрати отари подається в сатиричному ключі: чабан зображується лінивим або закоханим, який забув про стадо. Зустрічається мотив «дивовижного» відновлення отари (подвоєння овець) і діалог із вовком. Композиційно балада близька до рондо: куплети чергуються з рефренами. Персонажі карикатурні, функція виконання — розважальна, з відсилкою до застільного фольклору. Відбувається пародійне перероблення архаїчних моделей.

### Театральні та драматичні форми
У деяких регіонах сюжет поеми отримав розвиток у формі народних театралізованих вистав. Такі постановки містять персонажів, діалоги та драматичну гру, зберігаючи при цьому музичну основу твору. Приклади подібних вистав були зафіксовані в Добруджі («Mocanii») та в жудеці Вилча (Олтенія).

## Музичні впливи
Селянська та пастуша традиційна музика є основним джерелом леутарської музики. Поема «Коли чабан загубив овець» увійшла до леутарського репертуару не лише як вокальна балада, але й справила вплив на формування інструментального репертуару. Сюжет поеми знайшов відображення у дихотомічній формі поширеного типу леутарських п'єс, побудованих на чергуванні двох музичних епізодів: дойни, що виражає скорботу втрати, та танцювальної мелодії, що символізує радість. Ця композиційна модель породила цілу серію інструментальних творів, орієнтованих на естетичну насолоду слухача: «Doina ciobanului» (Дойна чабана), «Doina și hora», «Doina și bătuta», «Doina și brâul», «Doina și sârba» та інші.
Румунський дослідник Константин Прікіч у статті «Мелодичний генезис балади про Пинтю Хороброго» демонструє, що музична основа балади про знаменитого гайдука з Марамурешу бере початок в архаїчному пастушому фольклорі, передусім — у поемі «Коли чабан загубив овець». Мелодії обох творів мають спільні риси: чергування повільних і жвавих розділів (схема J–B–J), використання сигнальних пастуших інтонацій та прийомів імпровізації. У обох композиціях помітні типові пастуші інтервальні структури — кварта і квінта, характерні для виконання на флуєрі, кавалі та бучумі.

## Нотатки
1. ↑  рум. Hronica Românilor (1853), один з перших творів, написаних румунською мовою, що описує історію румунського народу з давніх часів до XIX століття.
2. ↑  У румунському фольклорі широко використовуються різні псевдоінструменти — листя, шматочки берести, риб'яча луска...[15].
3. ↑  Каш (рум. caș) — молодий несолоний сир (ср. гуцульський будз).
4. ↑  Пор. румунське прислів’я: «Флуєр і вівця — від Бога, а скрипка й коза — від диявола». (рум. Fluierul și oaia au fost date de Dumnezeu, pe când scripca și capra — de diavol) [32].
5. ↑  рум. fata de maior. Можливо, цей мотив також розкриває інший типовий для пастушого життя аспект — протиставлення пастуха землеробу (етимологія слов maior: нім. Meyer — орендар землі, управитель маєтком від імені феодала…). [34].
6. ↑  рум. păcurar (устар. і диал.) — вівчар (від лат. pecorarius), значною мірою витіснений синонімом турецького походження рум. cioban.
7. ↑  Тут хора (трансільванський регіоналізм): лірична пісня, дойна, а не танець хора.

Примітки
1. ↑  Blaga, 1936.
2. 1 2 3 4  Alexandru, 1980, с. 46.
3. ↑  Chiseliţă, 2009, с. 238.
4. ↑  Russo, 1846.
5. ↑  Bartók, 2016–2021.
6. ↑  Bartók, 1913.
7. ↑  Bartók, 1967.
8. ↑  Bartók, 1975.
9. ↑  Bartók, 1913, с. VI.
10. ↑  Papuc, 1932.
11. ↑  Cazacu, 1936.
12. ↑  Lungoci, 1974.
13. ↑  Habenicht, 1968, с. 241—249.
14. ↑  Chiseliță, 1993, с. 541—543.
15. ↑  Alexandru, 1956, с. 23—25.
16. ↑  Bogos, 1990a.
17. ↑  Bogos, 1990b.
18. ↑  Nechiforeac, Teodor та Scorpan, 2009, с. 128.
19. ↑  Taraful din Dobrotești, 1994.
20. 1 2 3 4  Chiseliţă, 2011.
21. ↑  Trei parale, 2015.
22. ↑  Moldovan, 2017.
23. ↑  Suliţeanu, 1967, с. 435.
24. ↑  Alexandru, 1980, с. 45.
25. ↑  Suliţeanu, 1967, с. 435—436.
26. 1 2  Suliţeanu, 1967, с. 436.
27. 1 2 3 4 5  Habenicht, 1968, с. 239.
28. ↑  Alexandru, 1980, с. 47.
29. ↑  Habenicht, 1968, с. 237—239.
30. 1 2  Habenicht, 1968, с. 236—240.
31. 1 2 3 4 5  Habenicht, 1968.
32. ↑  Chiseliţă, 2009, с. 239.
33. ↑  Alexandru, 1956, с. 41.
34. ↑  Habenicht, 1968, с. 237.
35. ↑  Alexandru, 1980, с. 47—48.
36. ↑  Alexandru, 1980, с. 48.
37. 1 2  Habenicht, 1968, с. 240.
38. ↑  Eliade, 1972.
39. ↑  Brăiloiu, 1946.
40. ↑  Chiseliţă, 2009, с. 256.
41. ↑  Fonó Budai Zeneház.
42. ↑  Тимофіїв, 1997.
43. ↑  Махновец, 1959, с. 373—381.
44. ↑  Guta, 2015.
45. ↑  Habenicht, 1968, с. 238.
46. ↑  Habenicht, 1968, с. 238—239.
47. ↑  Suliţeanu, 1967, с. 458—459.
48. ↑  Suliţeanu, 1967, с. 456—458.
49. 1 2  Suliţeanu, 1967, с. 456.
50. ↑  Suliţeanu, 1967, с. 452.
51. ↑  Suliţeanu, 1967, с. 452—453.
52. ↑  Suliţeanu, 1967, с. 440.
53. 1 2  Suliţeanu, 1967.
54. ↑  Habenicht, 1968, с. 241.
55. ↑  Rădulescu, 1996.
56. ↑  Chiseliţă, 2009, с. 248.
57. ↑  Prichici, 1957, с. 24.
58. ↑  Prichici, 1957.

### Додаткова література
- Alexandru, Tiberiu (1975). Muzica populară românească [Румунська народна музика] (рум.). București: Editura Muzicală.
- Florea, Ioan T. (1997). Scrieri etnomuzicoIogice [Етномузикологічні праці] (рум.). Arad: Mirador. ISBN 973-9284-38-8.
- Amzulescu, Alexandru (2001). Miorița și alte studii și note de folclor românesc alese din anii 1975–2000 [Міорица та інші вибрані дослідження та нотатки про румунський фольклор 1975–2000 років]. Anotimpuri culturale  (рум.). Bucureşti: Centrul Național de Conservare și Valorificare a Tradiției și a Creației Populare.

- Chiseliță, Vasile (2002). Muzica instrumentală din nordul Bucovinei. Repertoriul de fluier [Інструментальна музика північної Буковини. Репертуар для флуєра] (рум.). Chișinău: Știința. ISBN 9975-67-256-6.
- Păun, Ştefan (2022). Balada Ciobanul care a pierdut oile – o nouă variantă [Балада про чабана, який загубив своїх овець – нова варіація]. independentaromana.ro (рум.). Independența Română. Архів оригіналу за 27 березня 2025.